# عبور

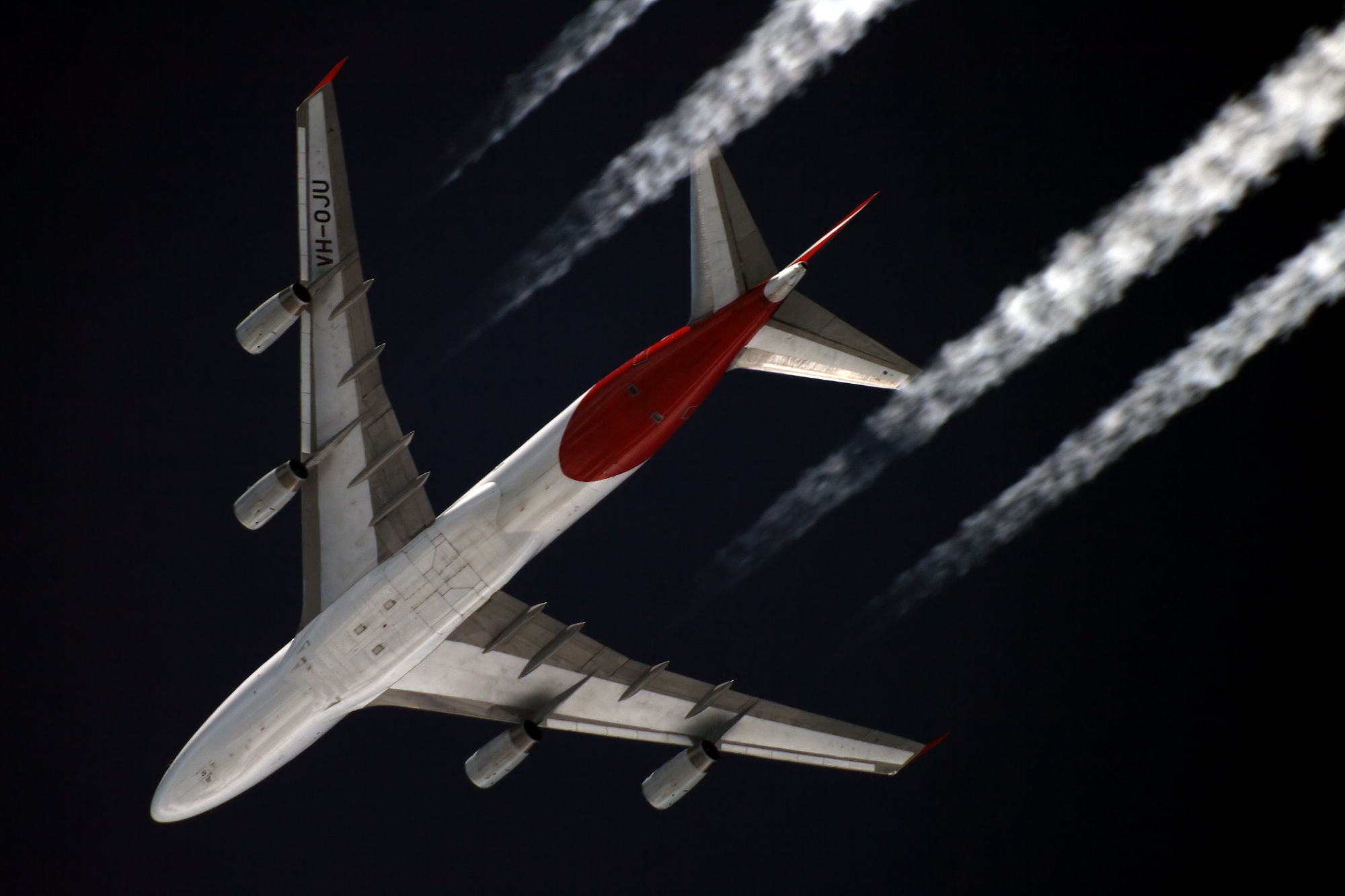
طائرة بوينغ 747-400 من كانتاس بأربع محركات أثناء مرحبة العبور

العبور هي مرحلة من مراحل تحليق الطائرة. تبدأ عندما يثبت مستوى أرتفاع الطائرة بعد مرحلة الصعود، وتنتهي عندما تبدأ الطائرة في انحدار|النزول وخفض الارتفاع استعدادا في للهبوط. عادة ما يستهلك العبور معظم زمن الرحلة، وقد يشمل تغييرات في الاتجاه (اتجاه الرحلة)، وسرعة الطيران والارتفاع.
عادة ما يتم تصميم الطائرات التجارية أو طائرات الركاب لتحقيق الأداء الأمثل فيما يتعلق بسرعة الرحلة (V C) وارتفاع الرحلة. العوامل التي تؤثر على العبور الأمثل، والتي تشمل السرعة والارتفاع والحمولة الصافية ومركز الثقل ودرجة حرارة الهواء والرطوبة. عادةً ما يكون ارتفاع العبور هو المكان الذي يتم فيه موازنة السرعة الأرضية الأعلى مع انخفاض قوة دفع المحرك وكفاءته في الارتفاعات العالية. السرعة النموذجية للطائرة الركاب التجارية لمسافات طويلة اثناء العبور هي ما يقرب من 880–926 كم/س (475–500 عقدة؛ 547–575 ميل/س). 
تُعرف السرعة التي تغطي أكبر مسافة لكمية معينة من الوقود بالسرعة القصوى للمدى (maximum range speed). وهي السرعة التي يتم بها تقليل المقاومة.
بالنسبة للطائرات النفاثة، يتم اختيار سرعة «العبور طويل المدى» (LRC) بشكل نموذجي لتوفير كفاءة وقود أقل بنسبة 1٪ من السرعة القصوى للمدى، وهذا يؤدي إلى زيادة السرعة بنسبة 3-5٪. ومع ذلك، فإن الوقود ليس التكلفة الحدية الوحيدة في عمليات شركات الطيران، لذلك يتم اختيار السرعة لمعظم العمليات الاقتصادية (ECON) بناءً على مؤشر التكلفة (CI)، وهو نسبة تكلفة الوقت إلى تكلفة الوقود. يمكن إعطاء مؤشر التكلفة بوحدات «بوينغ» أو الوحدات «الإنكليزية» كـ ($/hr)/(cents/lb)، أي ما يعادل 100 lb/hr. قد يكون مؤشر التكلفة النموذجي في هذه الوحدات من 5 إلى 150. بدلاً من ذلك، يمكن إعطاء مؤشر التكلفة بوحدات متريّة أو بوحدات «إيرباص» kg/min . في ظل وجود الرياح الخلفية، سيتم تقليل سرعة (ECON) للاستفادة من الرياح الخلفية، بينما في حالة الرياح المعاكسة، ستتم زيادة سرعة (ECON) لتجنب عواقب الرياح المعاكسة. في حالة الرياح الخلفية القوية، يمكن للطائرة أن تطير بسرعة منخفضة للحفاظ على الوقود، بينما تقوم الرياح الخلفية بمعظم العمل لتوصيل الطائرة إلى وجهتها. في منطقة ذات رياح معاكسة قوية، يجب أن تطير الطائرة بشكل أسرع لعبور تلك المنطقة في وقت أقصر.
بالنسبة للطائرات المروحية، يتم تقليل السحب عند زيادة نسبة الرفع إلى السحب. ومع ذلك، عادةً ما تُعتبر تلك السرعة بطيئة جدًا، لذلك تحلق الطائرات المروحية عادةً بسرعة أكبر بكثير. تتمتع محركات الاحتراق بمستوى كفاءة مثالي لاستهلاك الوقود وخرج الطاقة.  بشكل عام، تكون المحركات الكبسية التي تعمل بالبنزين هي الأكثر كفاءة بين سرعة التباطؤ و 30٪ قصيرة من دواسة الوقود الكاملة. تعتبر محركات الديزل أكثر فاعلية عند حوالي 90٪ من دواسة الوقود الكاملة. 
عندما تستهلك الطائرة الوقود، ينخفض وزنها ويزداد الارتفاع الأمثل للاقتصاد في استهلاك الوقود. لأسباب تتعلق بالتحكم في حركة المرور، من الضروري عادةً أن تظل الطائرة عند مستوى طيران واضح. في الرحلات الطويلة، قد يطلب الطيار من مراقبة الحركة الجوية الصعود من مستوى طيران إلى مستوى أعلى، في مناورة تُعرف باسم التسلق التدريجي.